# Maksim Čudov
Maksim Aleksandrovič Čudov (in russo Максим Александрович Чудов?; traslitterazione anglosassone Maksim Aleksandrovich Chudov; Michajlovka, 12 novembre 1982) è un ex biatleta russo.
Nelle liste IBU è registrato come Maxim Tchoudov.

## Biografia
Originario di Ufa, iniziò a praticare biathlon a livello agonistico nel 1998. In Coppa del Mondo esordì il 23 gennaio 2005 nella sprint di Anterselva (29°), conquistò il primo podio il 15 dicembre successivo nell'individuale di Osrblie (2°) e la prima vittoria il 10 dicembre 2006 nella staffetta di Hochfilzen.
Partecipò ai XX Giochi olimpici invernali di Torino 2006, ma con i suoi ventitré anni non poté insidiare i veterani al comando, arrivando 9º nella sprint e nell'inseguimento vinti rispettivamente da Sven Fischer e Vincent Defrasne, 15° nella partenza in linea vinta da Michael Greis e 32° nell'individuale.

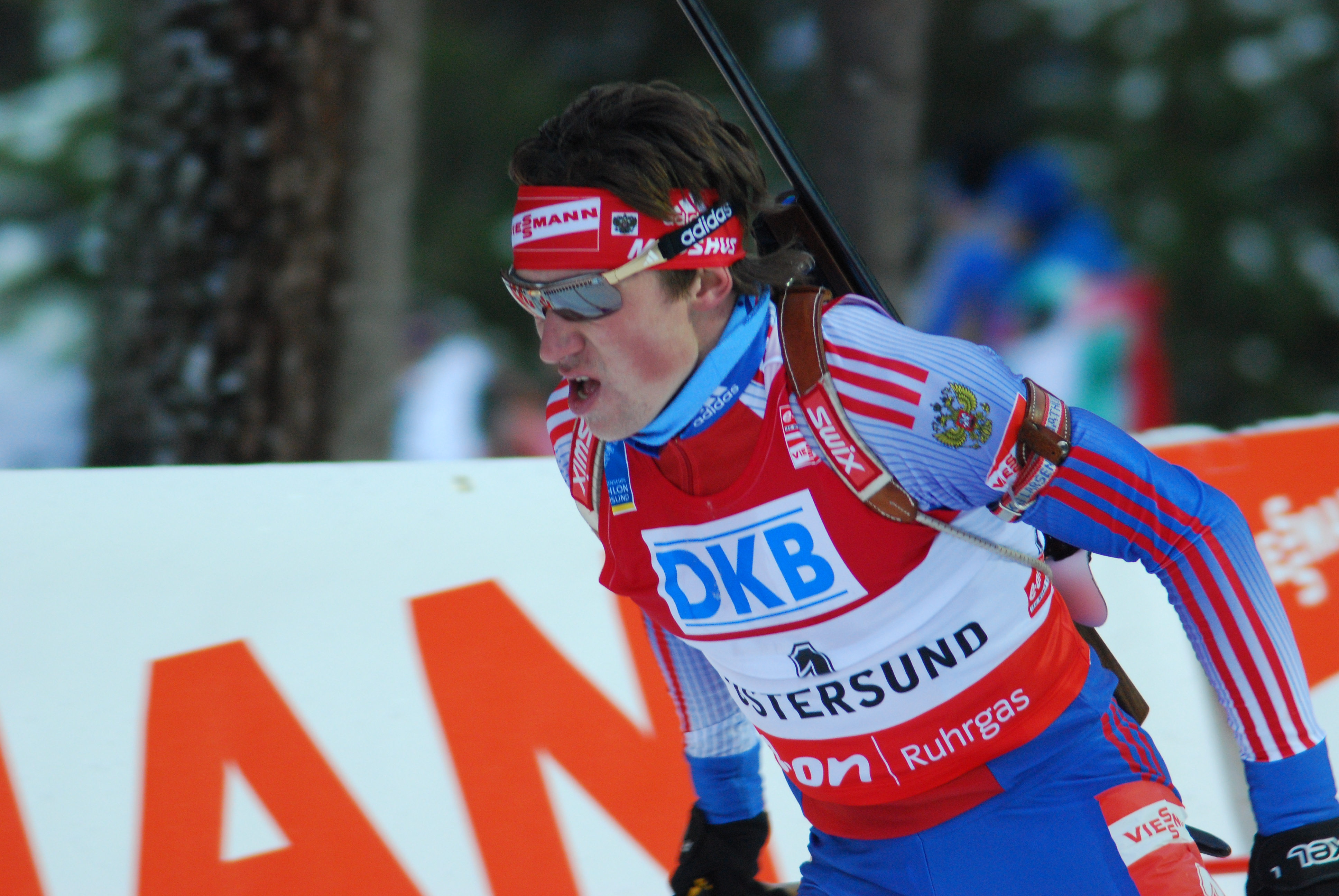
Čudov in gara ai Mondiali del 2008 a Östersund

Ai Mondiali del 2007 ad Anterselva vinse (dietro a Ole Einar Bjørndalen) la medaglia d'argento nell'inseguimento e con la nazionale russa colse l'oro nella staffetta. L'anno successivo ai Mondiali di Östersund vinse la sprint, davanti ai norvegesi Halvard Hanevold e Bjørndalen, e la medaglia d'argento nell'inseguimento. Come l'anno precedente, vinse l'oro nella staffetta e completò il medagliere con il bronzo che si aggiudicò nella partenza in linea: con questo bilancio Čudov fu l'atleta più medagliato in campo maschile in quell'edizione dei Mondiali.
All'edizione del 2009 in Corea del Sud invece riuscì a ottenere solamente l'argento nell'inseguimento, partendo per 5°; nella stessa stagione però riuscì ad arrivare in 5ª posizione nella classifica generale di Coppa, migliorando il 7º posto della stagione precedente.
Ai XXI Giochi olimpici invernali di Vancouver 2010 vinse il bronzo nella staffetta 4 x 7,5 km, in squadra con Ivan Čerezov, Anton Šipulin ed Evgenij Ustjugov.

## Palmarès

### Olimpiadi
- 1 medaglia:
  - 1 bronzo (staffetta[2] a Vancouver 2010)

### Mondiali
- 7 medaglie:
  - 3 ori (staffetta[2] ad Anterselva 2007; sprint[2], staffetta[2] a Östersund 2008)
  - 3 argenti (inseguimento[2] ad Anterselva 2007; inseguimento[2] a Östersund 2008; inseguimento[2] a Pyeongchang 2009)
  - 1 bronzi (partenza in linea[2] a Östersund 2008)

### Mondiali juniores
- 4 medaglie:
  - 2 ori (inseguimento, staffetta a Kościelisko 2003)
  - 1 argento (inseguimento a Val Ridanna 2002)
  - 1 bronzo (sprint a Kościelisko 2003)

### Coppa del Mondo
- Miglior piazzamento in classifica generale: 5º nel 2009
- 25 podi (13 individuali, 12 a squadre), oltre a quelli conquistati in sede olimpica e iridata e validi anche ai fini della Coppa del Mondo:
  - 8 vittorie (3 individuali, 5 a squadre)
  - 12 secondi posti (6 individuali, 6 a squadre)
  - 5 terzi posti (4 individuali, 1 a squadre)

#### Coppa del Mondo - vittorie
| Data             | Località        | Nazione  | Specialità                                                    |
| ---------------- | --------------- | -------- | ------------------------------------------------------------- |
| 10 dicembre 2006 | Hochfilzen      | Austria  | RL (con Ivan Čerezov, Dmitrij Jarošenko e Sergej Rožkov)      |
| 4 gennaio 2007   | Oberhof         | Germania | RL (con Ivan Čerezov, Dmitrij Jarošenko e Nikolaj Kruglov)    |
| 17 marzo 2007    | Chanty-Mansijsk | Russia   | PU                                                            |
| 16 dicembre 2007 | Pokljuka        | Slovenia | RL (con Andrej Makoveev, Dmitrij Jarošenko e Nikolaj Kruglov) |
| 14 dicembre 2008 | Hochfilzen      | Austria  | RL (con Ivan Čerezov, Maksim Maksimov e Nikolaj Kruglov)      |
| 18 dicembre 2008 | Hochfilzen      | Austria  | IN                                                            |
| 10 gennaio 2009  | Oberhof         | Germania | SP                                                            |
| 17 gennaio 2010  | Ruhpolding      | Germania | RL (con Ivan Čerezov, Anton Šipulin ed Evgenij Ustjugov)      |

Legenda:

IN = individuale

SP = sprint

PU = inseguimento

RL = staffetta